# Advanced Level
Advanced Level (A-level), instaurado en 1951, es el nombre de un grupo de títulos de carácter optativo que pasan los estudiantes en Inglaterra, País de Gales e Irlanda del Norte al final de los dos últimos años de la enseñanza secundaria. En Escocia, este examen se conoce como Highers (también en su modalidad superior, Advanced Highers). Este examen podría equipararse al Bachillerato español, de cuyos resultados pueden depender los estudios posteriores. En el Reino Unido, las universidades hacen a los estudiantes unas u otras ofertas de estudios en función de los resultados de este examen.
El hecho de que este examen sea reconocido en todo el mundo hace posible pasarlo en las escuelas internacionales y en los consulados británicos. Las calificaciones que determinan que el estudiante apruebe una materia son, de la más alta a la más baja, las siguientes:
- A* (desde 2010)
- A
- B
- C
- D
- E

El número de los exámenes A Level que hacen los estudiantes puede variar, aunque generalmente no varía en el sector estatal en donde aproximadamente el 90% de los alumnos son educados. Un camino típico es estudiar para las materias del AS-Level y después bajar al nivel A2, aunque algunos estudiantes continúen con aquel nivel. Tres es el mínimo número de los A Levels requerido para entrar en la universidad, con algunas universidades que especifican la necesidad de un "fourth" como materia. No hay límite en el número de A Levels que uno pueda estudiar (excepto en Singapur, donde los estudiantes tiene una restricción de doce "unidades académicas", y los candidatos privados que también tiene un número limitado de materias. Sin embargo, Singapur toma una versión alternativa de los A Levels que es más difícil que el estándar internacional.), y algunos estudiantes llegan a obtener cinco o más A Levels. Está permitido tomar los exámenes en el idioma en que uno habla corrientemente, siempre que coincidan los contenidos. Estudios Generales y Pensamiento Crítico, requieren una comprensión de ideas básicas políticas y temas actuales para escribir ensayos más que para aprender, específicamente. 
Mientras muchas universidades no consideran que un solo A Level influya, puede llegar a afectar las ofertas universitarias que un estudiante reciba. Por ejemplo, un estudiante de matemáticas, física y computación puede recibir una oferta para un título de Física de tipo B-B-C, mientras que uno que también toma Estudios Generales puede recibir uno de tipo B-C-C. A diferencia de Estudios Generales, Pensamiento Crítico, cuyo objetivo es mejorar las habilidades analíticas del estudiante, ha recibido una mejor recepción de las universidades. Muchas veces se le da una tarifa puntuacional de UCAS y algunos tutores encargados de la admisión afirman que es una ventaja para solicitar cursos competitivos. [7]
El A level fue criticado por dar una menor amplitud de temas a partir de que los estudiantes no suelen estudiar más de tres materias en su año final. [8] Una parte de la queja se basa en que, mientras que un currículum de 3 o 4 materias puede balancearse entre la gama de materias, (ej: los estudiantes pueden elegir una materia científica, una de idioma, y una creativa), en muchos casos eligen tres que estén vinculadas. Esto se debe en parte a los requerimientos de admisión de las universidades, los cuales para las carreras pueden llegar a pedir tres A Levels vinculados. Por lo tanto, mientras que el propósito del Currículum de 2000 era fomentar a los estudiantes para que eligieran materias opuestas para ampliar sus habilidades básicas, hay una tendencia a elegir disciplinas similares. Sin embargo, otros desacuerdan, argumentando que los A Levels adicionales estudiados dan más variedad comparados con el sistema antiguo. La gama de los A levels también es pobre al lado del International Baccalaureate, que examina seis materias, o el European Baccalaurate, que examina al menos diez.
- Datos: Q379609